# Pygeum glandulosum
Pygeum glandulosum är en rosväxtart som beskrevs av Elmer Drew Merrill. Pygeum glandulosum ingår i släktet Pygeum och familjen rosväxter. Inga underarter finns listade i Catalogue of Life.